# Dennis de Jong
 (avril 2022).
Si vous disposez d'ouvrages ou d'articles de référence ou si vous connaissez des sites web de qualité traitant du thème abordé ici, merci de compléter l'article en donnant les références utiles à sa vérifiabilité et en les liant à la section « Notes et références ».
Dennis de Jong, né le 22 mai 1955 à Delft, est un homme politique néerlandais, membre du Parti socialiste (SP).

## Biographie
Il est élu au Parlement européen lors des élections européennes de 2009, où il siège au sein de la Gauche unitaire européenne/Gauche verte nordique. Il est réélu en 2014. Il est vice-président du groupe et fait partie de la commission du contrôle budgétaire et, depuis 2011, de la Commission du marché intérieur et protection des consommateurs.